# ليز سميث (ممثلة)
ليز سميث (بالإنجليزية: Liz Smith)‏ هي ممثلة بريطانية (وحملت سابقاً جنسية المملكة المتحدة لبريطانيا العظمى وأيرلندا)، ولدت في 11 ديسمبر 1921 في المملكة المتحدة، وتوفيت بنفس المكان في 24 ديسمبر 2016. بدأت مشوارها المهني سنة 1970.

## أعمال

### أفلام
- (1989) الطباخ واللص وزوجته وعشيقها
- (1996) أسرار وأكاذيب[7]
- (1999) ترنيمة عيد الميلاد
- (2005) تشارلي ومصنع الشوكولاتة[8]
- (2005)  لعنة الأرنب المستذئب[9]
- (2008) مدينة إيمبر

## وصلات خارجية
- ليز سميث على موقع IMDb (الإنجليزية)
- ليز سميث على موقع قاعدة بيانات الأفلام العربية
- ليز سميث على موقع ألو سيني (الفرنسية)
- ليز سميث على موقع تيرنر كلاسيك موفيز (الإنجليزية)
- ليز سميث على موقع أول موفي (الإنجليزية)
- ليز سميث على موقع قاعدة بيانات الأفلام السويدية (السويدية)
- ليز سميث على موقع إن إن دي بي (الإنجليزية)
- ليز سميث على موقع ديسكوغز (الإنجليزية)
- ليز سميث على موقع قاعدة بيانات الفيلم (الإنجليزية)
- ليز سميث على موقع كينوبويسك (الروسية)